# Metallyticus fallax
Metallyticus fallax är en bönsyrseart som beskrevs av Giglio-tos 1916. Metallyticus fallax ingår i släktet Metallyticus och familjen Metallyticidae. Inga underarter finns listade i Catalogue of Life.